# Katrina Kaif

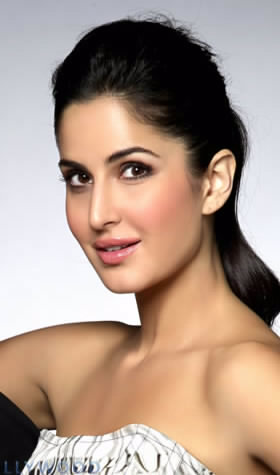
Katrina Kaif (2013)

Katrina Kaif (Hindi कत्रिना कैफ़, Katrinā Kaif, früher Katrina Turquotte auch Turcotte, * 16. Juli 1983 in Hongkong) ist ein britisches Model und eine Schauspielerin, welche durch Hindi-Filme bekannt wurde. Außer in Hindi hat sie auch Filme in Telugu und Malayalam gedreht.

## Leben
Kaif wurde in Hongkong geboren und zog später mit ihrer Familie nach Hawaii und London, wo sie im Alter von 14 Jahren ihre Model-Karriere begann. Ihr erster Job war bei einer Juwelier-Kampagne. Ihr Vater kommt aus Kaschmir und ist nach ihren Angaben Kaufmann. Ihre Mutter Suzanne Turquotte ist Anwältin. Ihre jüngere Schwester Isabel Kaif ist Schauspielerin, die ihre Karriere beginnt. Um in Bollywood mithalten zu können, nahm sie Hindi- und Tanzunterricht.

### Karriere
Ihren ersten Erfolg hatte sie an der Seite von Salman Khan in Maine Pyaar Kyun Kiya – Warum habe ich mich verliebt?. Im Jahr 2007 spielte Kaif u. a. in den Blockbustern Partner und Welcome mit. 2008 war sie in einem weiteren Blockbuster Singh Is Kinng zu sehen. In Yash Chopras letztem Liebesfilm Solang ich lebe – Jab Tak Hai Jaan (2012) bildete sie mit Shah Rukh Khan ein Leinwandpaar. Sie verkörperte die gläubige Meera, die mit dem Bombenexperten Samar zusammen lebt, ihn jedoch nach seinem Autounfall verlässt, weil sie Gott versprach ihn zu verlassen, wenn er ihn am Leben lässt. Der Film wurde ein großer Erfolg auch außerhalb Indiens. Mit Aamir Khan und Salman Khan war Kaif in Dhoom: 3 und Mission Liebe – Ek Tha Tiger zu sehen. Beide Filme wurden ein kommerzieller Erfolg. 2014 spielte sie an der Seite von Hrithik Roshan in dem offiziellen Knight-and-Day-Remake Bang Bang! mit, das trotz einiger schlechten Kritiken viele Zuschauer ins Kino lockte.
Seit dem indischen Actionthriller Sarkar, der in Deutschland erstmals 2007 zu sehen war, leiht ihr in den deutschen Fassungen vorrangig die Synchronsprecherin Manja Doering ihre Stimme.

## Auszeichnungen
- 2006: Stardust Breakthrough Performance Award (Female), Maine Pyaar Kyun Kiya – Warum habe ich mich verliebt?
- 2008: British-Indian Actor award, Zee Cine Awards
- 2008: IIFA Awards: Best Female Style Icon[2]
- 2008: Voted at the No. 1 spot in FHM India's 100 Sexiest Women in the World poll[3]
- 2008: Voted Sexiest Asian Woman[4]
- 2008: Most searched Indian celebrity on Google[4]
- 2008: Style Diva of the Year
- 2008: Sabsey Favourite Kaun Awards, Sabsey Favourite Heroine for Singh Is Kinng
- 2009: Rajiv Gandhi Award
- 2009: ASSOCHAM Award, Performing Excellence
- 2010: Star Screen Awards, Entertainer of the year
- 2011: Star Screen Award for Best Actress (Popular Choice) for Raajneeti and Tees Maar Khan
- 2011: Apsara Awards: Hindustan Times Reader’s Choice Entertainer Of The Year Award (Female)
- 2011: NDTV Indian Of The Year
- 2012: Zee Cine Awards, International Icon Female
- 2013: Colors Screen Award for Best Actress (Popular Choice) for Ek Tha Tiger and Jab Tak Hai Jaan
- 2013: Zee Cine Awards, International Icon Female
- 2013: People’s Choice Awards India – Favourite Actress – Ek Tha Tiger
- 2013: Big Star Entertainment Awards – Best Actress in Action Role for Ek Tha Tiger
- 2013: Hello! Hall Of Fame Awards – Best Entertainer of the year 2012
- 2013: Big Star Entertainment Awards – Best Jodi (Shah Rukh Khan-Katrina Kaif for Jab Tak Hai Jaan)

## Filmografie
- 2003: Boom
- 2004: Malliswaris
- 2005: Sarkar
- 2005: Maine Pyaar Kyun Kiya – Warum habe ich mich verliebt? (Maine Pyaar Kyun Kiya?)
- 2005: Allari Pidugu
- 2006: Humko Deewana Kar Gaye – Liebe überwindet alle Grenzen (Humko Deewana Kar Gaye)
- 2006: Balram vs. Taradas
- 2007: Namastey London – Jetzt bockt die Braut (Namastey London)
- 2007: Apne
- 2007: Partner
- 2007: Welcome
- 2008: Race
- 2008: Singh Is Kinng
- 2008: Hello
- 2008: Yuvvraaj
- 2009: New York
- 2009: Blue
- 2009: Liebe und andere Missverständnisse (Ajab Prem Ki Ghazab Kahani)
- 2009: De Dana Dan
- 2010: Raajneeti
- 2010: Tees Maar Khan
- 2011: Man lebt nur einmal – Zindagi Na Milegi Dobara (Zindagi Na Milegi Dobara)
- 2011: Bodyguard (Tanzauftritt im Lied Bodyguard)
- 2011: Mere Brother Ki Dulhan
- 2012: Agneepath (Tanzauftritt im Lied Chikni Chameli)
- 2012: Mission Liebe – Ek Tha Tiger (Ek Tha Tiger)
- 2012: Solang ich lebe – Jab Tak Hai Jaan (Jab Tak Hai Jaan)
- 2013: Main Krishna Hoon (Gastauftritt)
- 2013: Dhoom: 3
- 2014: Bang Bang!
- 2015: Phantom
- 2016: Fitoor
- 2016: Liebe – Heute, morgen und für immer (Baar Baar Dekho)
- 2017: Tiger Zinda Hai
- 2017: Jagga Jasoos
- 2018: Thugs of Hindostan
- 2018: Zero
- 2019: Bharat
- 2021: Sooryavanshi